# Třída Mitscher
Třída Mitscher byla lodní třída torpédoborců námořnictva Spojených států amerických. V letech 1949–1954 byly postaveny čtyři jednotky této třídy. Třída Mitscher byla americkým námořnictvem provozována v letech 1953–1978. Mitscher a John S. McCain byly během služby modernizovány na raketové torpédoborce a ve službě vydržely do roku 1978. V menším rozsahu modernizované torpédoborce Willis A. Lee a Wilkinson byly vyřazeny v letech 1972 a 1974.
V roce 1957 torpédoborec Mitscher sloužil k testování nasazení protiponorkového vrtulníku a vrtulníkového dronu z paluby torpédoborce.

## Stavba

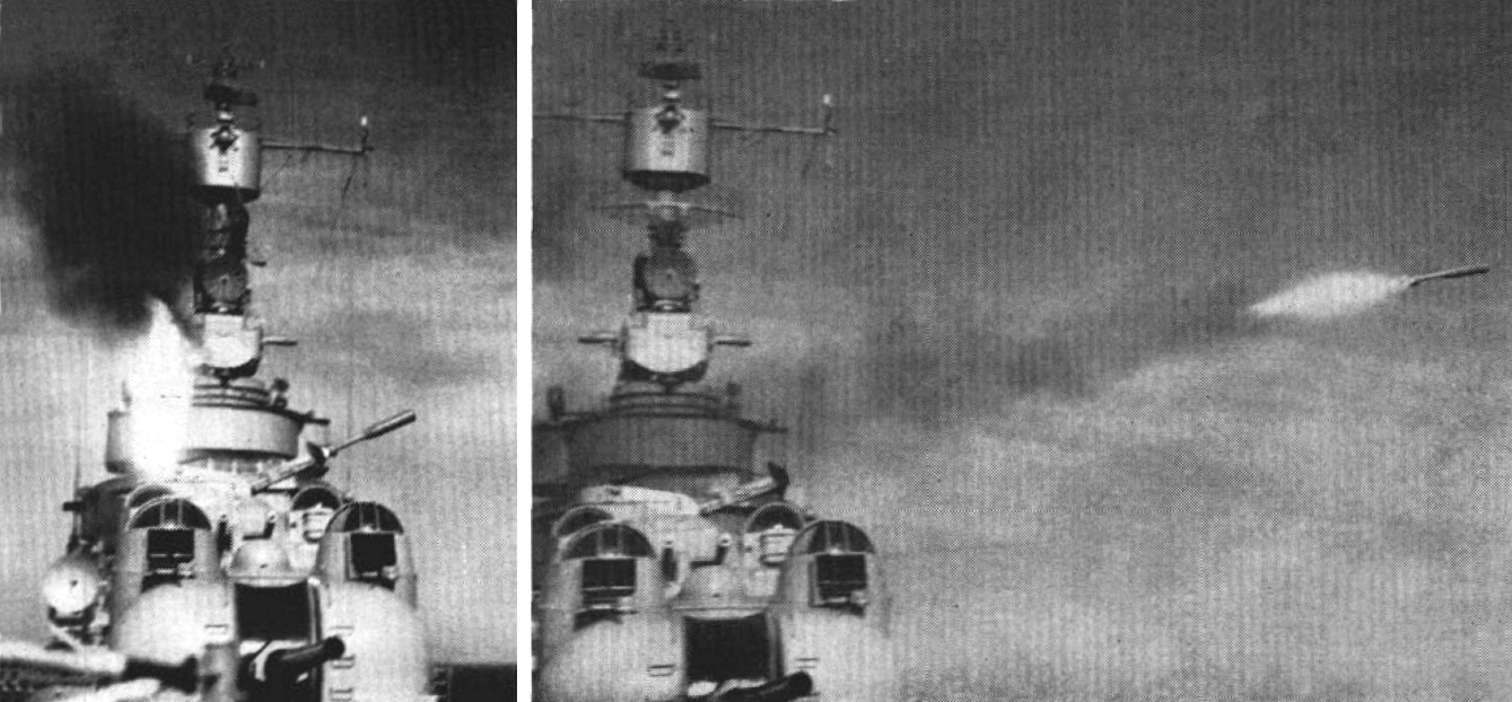
Protiponorkový systém RUR-4 Weapon Alpha na torpédoborci USS Wilkinson (DL-5)

Torpédoborce třídy Mitscher měly experimentální charakter. Navrženy byly jako součást doprovodu svazů rychlých letadlových lodí, a proto měly vyznačovat vysokou rychlostí a měly být schopné se zapojovat do jejich protivzdušné obrany. V původním návrhu plavidel z let 1944–1946 byly hlavním vylepšením poloautomatické 127mm/54 kanóny. Následně byla po určitou dobu zvažována hlavňová výzbroj složená výhradně ze 76mm/70 kanónů. Nakonec torpédoborce nesly kombinaci 127mm a 76mm kanónů, doplněných o několik 20mm kanónů. Zásadní bylo rovněž vybavení torpédoborců moderními radary a bojovým informačním centrem, takže se mohly podílet na navádění palubních stíhacích letounů. Celkem byly postaveny čtyři jednotky této třídy. Objednány byly 3. srpna 1948. Torpédoborce dostaly jména amerických admirálů z druhé světové války. Do jejich stavby se zapojily loděnice Bath Iron Works v Bathu ve státě Maine a Fore River Shipyard v Quincy ve státě Massachusetts. Jejich kýly byly založeny v letech 1949–1950. Na počátku stavby byly označovány jako torpédoborce (DD), což se v roce 1951 změnilo na vůdčí lodě torpédoborců (DL, destroyer leader) a následně od 1. ledna 1955 na fregaty (DL). Do služby byly přijaty v letech 1953–1954.
Jednotky třídy Mitscher:
| Jméno                    | Loděnice            | Zahájení stavby   | Spuštěna          | Vstup do služby   | Status                             |
| ------------------------ | ------------------- | ----------------- | ----------------- | ----------------- | ---------------------------------- |
| USS Mitscher (DL-2)      | Bath Iron Works     | 3. října 1949     | 26. ledna 1952    | 15. května 1953   | Od roku 1968 DDG-35. Vyřazen 1978. |
| USS John McCain (DL-3)   | Bath Iron Works     | 24. října 1949    | 12. července 1952 | 12. října 1953    | Od roku 1969 DDG-36. Vyřazen 1978. |
| USS Willis A. Lee (DL-4) | Fore River Shipyard | 1. listopadu 1949 | 26. ledna 1952    | 28. září 1954     | Vyřazen 1972.                      |
| USS Wilkinson (DL-5)     | Fore River Shipyard | 1. února 1950     | 23. dubna 1952    | 29. července 1954 | Vyřazen 1974.                      |

## Konstrukce

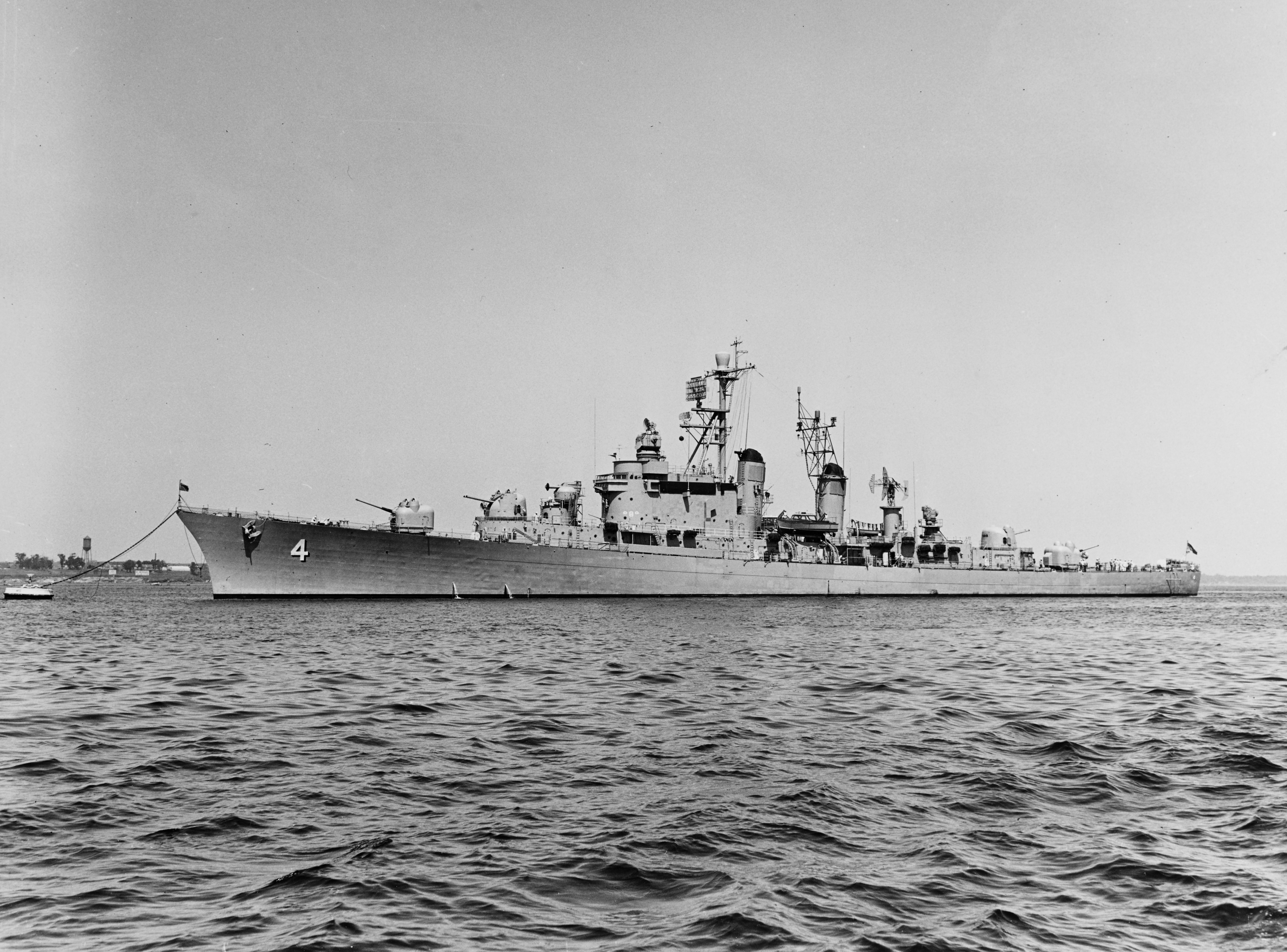
USS Willis A. Lee (DL-4) v roce 1957

Torpédoborce byly vybaveny radary SPS-6, SPS-8A, SPS-10 (Willis A. Lee a Wilkinson měly místo něj typ SPS-4), Mk.25 (2x), Mk.35 (2x), sonary QHB a SQG-1 a dále elektronickými systémy WLR-1, WLR-3, ULQ-6. Hlavňovou výzbroj představovaly dva 127mm/54 kanóny Mk.52 v jednohlavňových věžích, čtyři 76mm/50 kanóny Mk.33 ve dvouhlavňových věžích a osm 20mm/70 kanónů Mk.24 lafetovaných po dvou. Dále nesly čtyři 533mm torpédomety, dva protiponorkové systémy RUR-4 Weapon Alpha a jeden spouštěč hlubinných pum. Pohonný systém tvořily čtyři kotle a dvě turbíny o výkonu 80 000 hp, pohánějící dva lodní šrouby. Každé plavidlo mělo jiný typ kotlů, turbín a dalších systémů, což souviselo s experimentálním charakterem třídy Mitscher. Nejvyšší rychlost dosahovala 36 uzlů. Dosah byl 4500 námořních mil při rychlosti dvacet uzlů.

### Modernizace

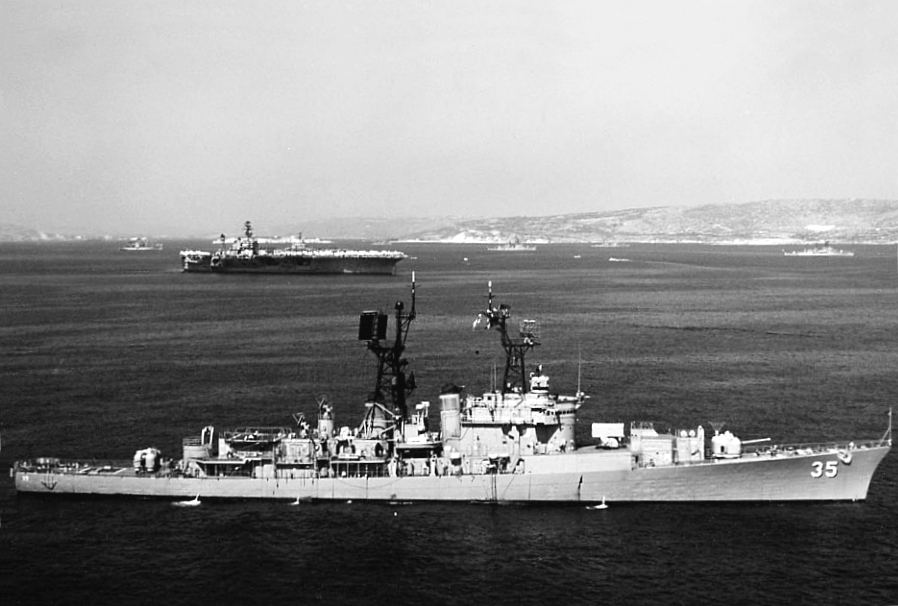
USS Mitscher (DDG-35) po modernizaci na raketový torpédoborec. Před můstkem je patrné krabicovité odpalovací zařízení raketových torpéd RUR-5 ASROC a na zádi na konci nástavby protiletadlový systém Tartar.

Na torpédoborcích Mitscher a John S. McCain musely být během služby vyměněny nespolehlivé kotle. V polovině 50. let byly původní sonary nahrazeny typem SQS-4. Roku 1957 původní 76mm kanóny nahradil stejný počet 76mm/70 kanónů Mk.37. Odstraněn byl systém Weapon Alfa a spouštěč hlubinných pum.
Roku 1960 torpédoborce prošly modernizací FRAM. Dostaly modernější radary a sonar (první pár SQS-23 a druhý pár SQS-26), přišly o jednu věž se 76mm kanóny a naopak byly vybaveny přistávací plochou pro protiponorkový dron Gyrodyne QH-50 DASH, který byl nosičem 324mm protiponorkových torpéd Mk.44.
V letech 1968–1969 byly Mitscher a John S. McCain v loděnici Philadelphia Naval Shipyard přestavěny na raketové torpédoborce. Jejich označení se změnilo na DDG-35 a DDG-36. Torpédoborce byly vybaveny radary SPS-37, SPS-48, SPS-10, Mk.25 (2x), SPG-51 (2x), sonarem SQS-23 a elektronickými systémy WLR-1, WLR-3 a ULQ-6. Novou výzbroj představovaly dva 127mm/54 kanóny Mk.42, osminásobné odpalovací zařízení raketových torpéd ASROC se zásobou šestnáct střel, jednoduché odpalovací zařízení protiletadlových řízených střel Tartar se zásobou 40 střel a dva trojité 324mm protiponorkové torpédomety Mk.32.